# 邁德魯薩區

邁德魯薩區（阿拉伯语：‎），是阿爾及利亞的行政區，位於該國北部，由提亞雷特省負責管轄，首府設於邁德魯薩，面積636平方公里，2008年人口31,537，人口密度每平方公里50人。